# Tom Coburn
Thomas Allen Coburn (Casper, Wyoming, 14 de marzo de 1948-Tulsa, Oklahoma, 28 de marzo de 2020) fue un político estadounidense, médico, Republicano, diácono bautista y senador de Oklahoma en el Congreso de los Estados Unidos.

## Biografía
Fue elegido miembro de la Cámara de Representantes de los Estados Unidos en 1994 como parte de la Revolución Republicana. Mantuvo su promesa de campaña de servir no más de tres mandatos consecutivos y no se postuló para la reelección en 2000. En 200, volvió a la vida política con una carrera exitosa para el Senado de los Estados Unidos. Fue reelegido para un segundo mandato en 2010 y mantuvo su promesa de no buscar un tercer mandato en 2016. [1] En enero de 2014, Coburn anunció que se retiraría antes del vencimiento de su mandato final. [2] Presentó una carta de renuncia a la gobernadora de Oklahoma, Mary Fallin, vigente al final del 113° Congreso. [3]
Coburn era un conservador fiscal y social, conocido por su oposición al gasto deficitario y los proyectos de barril de cerdo, y por su oposición al aborto. Descrito como "el padrino del movimiento conservador moderno de austeridad" [4] , apoyó los límites de plazo, los derechos de armas y la pena de muerte [5] y se opuso a la investigación sobre el matrimonio entre personas del mismo sexo y las células madre embrionarias. [6] [7] Los demócratas se han referido a él como "Dr. No" por su uso de tecnicismos para bloquear las facturas de gastos los federales. [8] [9]
Después de abandonar el Congreso, Coburn trabajó con el Instituto de Investigación de Políticas de Manhattan en sus esfuerzos para reformar la Administración de Drogas y Alimentos, [10] convirtiéndose en un miembro principal del instituto en diciembre de 2016. [11] Coburn también se desempeñó como asesor principal de Ciudadanos para el autogobierno, donde participó activamente en la convocatoria de una convención para proponer modificaciones a la Constitución de los Estados Unidos. [12] [13] [1

### Muerte
En 2011 anunció que tenía cáncer de próstata y se sometió a una cirugía radical. Sobrevivió a este cáncer y al cáncer de colon y al melanoma (cáncer de la piel). Falleció en su hogar en Tulsa, Oklahoma el 28 de marzo de 2020 por complicaciones originadas por la reactivación del cáncer de la próstata.

## Obra

### Libros
- Breach of Trust: How Washington Turns Outsiders Into Insiders. Nashville: WND Books. 2003. ISBN 9780785262206. (con John Hart)

- The Debt Bomb: A Bold Plan to Stop Washington from Bankrupting America. Nashville: Thomas Nelson. 2012. ISBN 978-1595554673. (con John Hart)

- Coburn, Tom (2017). Smashing the DC Monopoly: Using Article V to Restore Freedom and Stop Runaway Government. WND Books. ISBN 9781944229757.